# Санджая
Санджа́я (санскр. संजय) — персонаж древнеиндийского эпоса «Махабхарата», колесничий (сута), а также наиболее доверенный советник слепого царя Кауравов Дхритараштры.
Санджая является одним из основных рассказчиков в «Махабхарате». Санджая постоянно даёт царю разумные советы, не боится обвинять царя в отступлении от нравственного закона (дхармы), неустанно обличает перед Дхритараштрой его завистливого и властолюбивого старшего сына Дурьодхану, а также побратима и ближайшего помощника Дурьодханы могучего и доблестного Карну. С доводами советника царь соглашается, но советам не следует, и так разгорается распря между сыновьями слепого царя Кауравами и его племянниками Пандавами. Когда после роковой игры в кости и тринадцатилетнего изгнания Пандавов (и то, и другое совершено по воле Дхритараштры вопреки советам Санджаи) происходят дипломатические переговоры, послом от Дхритараштры к Пандавам направляется Санджая. Из-за жадности Дурьодханы и мстительности Карны мирное соглашение оказывается сорванным, а война — неизбежной. Отец Дхритараштры божественный мудрец Вьяса предлагает дать слепому царю зрение, чтобы тот мог наблюдать за битвой. Предвидя ужасы кровавой междоусобицы, старый царь отказывается, и дар Вьясы получает его конфидент Санджая.
Так на протяжении всей батальной части эпоса (книги VI—X «Махабхараты») а также оплакивания женщинами павших на поле битвы (книга XI) Санджая, не покидая столицы, с помощью божественного зрения ведёт перед Дхритараштрой повествование о Битве на Курукшетре. Магический дар позволает Санджае не только следить за всеми событиями на поле боя, но и слышать все разговоры витязей и знать их намерения. Даже в это время Санджая не перестаёт обличать царя в попустительстве сыну и постоянно предлагает прекратить кровопролитие. Однажды посланный царём с поручением на поле боя Санджая чуть не погиб, но был пощажён Пандавами. После победы Пандавов Дхритараштра остаётся при дворе царя Юдхиштхиры со своим советником Санджаей. Через много лет престарелый Дхритараштра оставляет дворец и уходит отшельником в лес и верный Санджая сопровождает его в качестве поводыря. Когда Дхритараштра гибнет в лесном пожаре, Санджая удаляется в Гималаи.